# Pandanus callmanderiana
Pandanus callmanderiana är en enhjärtbladig växtart som beskrevs av Laivao och Buerki. Pandanus callmanderiana ingår i släktet Pandanus och familjen Pandanaceae.
Artens utbredningsområde är Madagaskar. Inga underarter finns listade.